# Glesbygdskommun

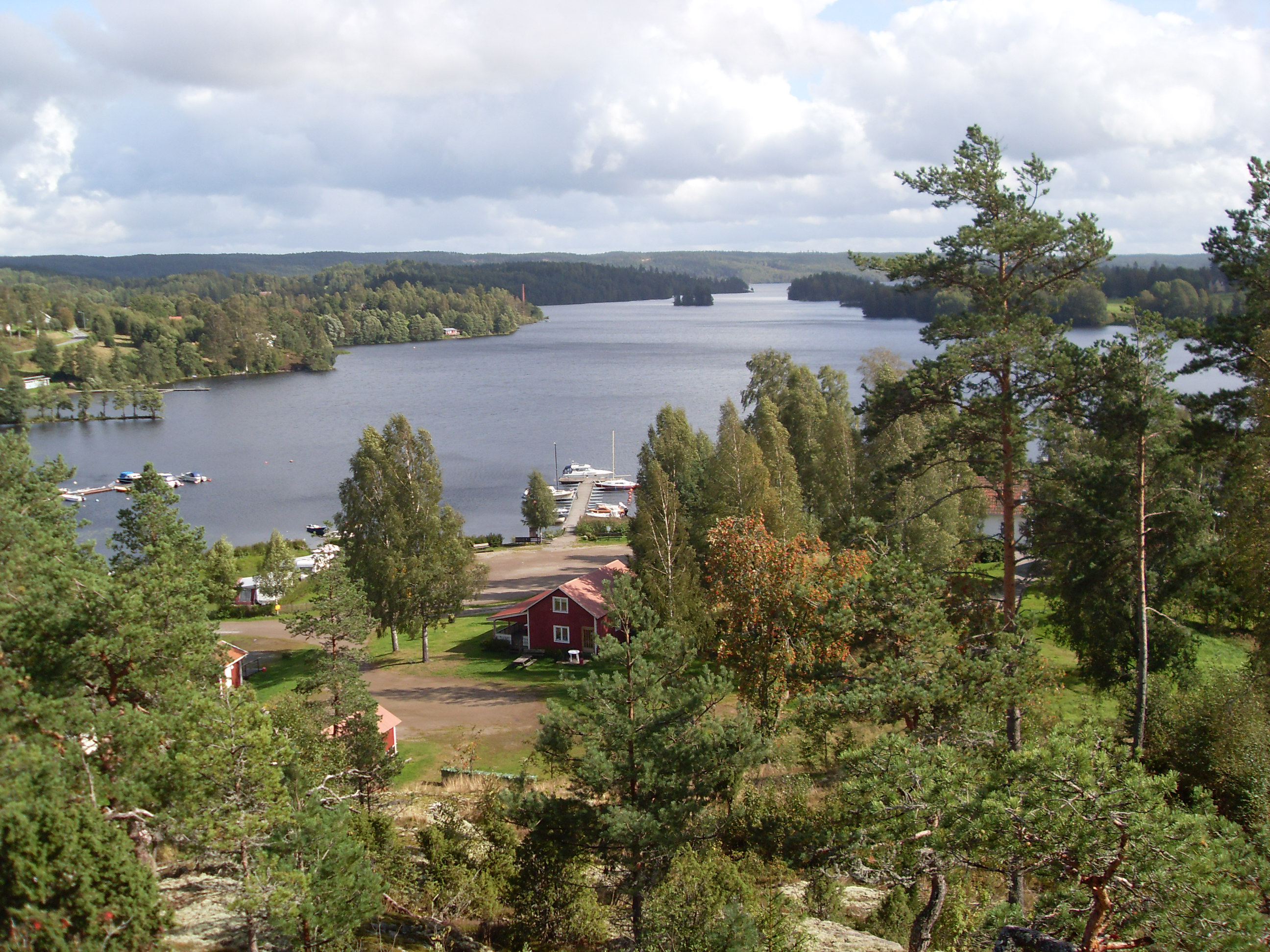
Stora Le vid Nössemark i Dals-Eds kommun, den sydligaste glesbygdskommunen i Sverige

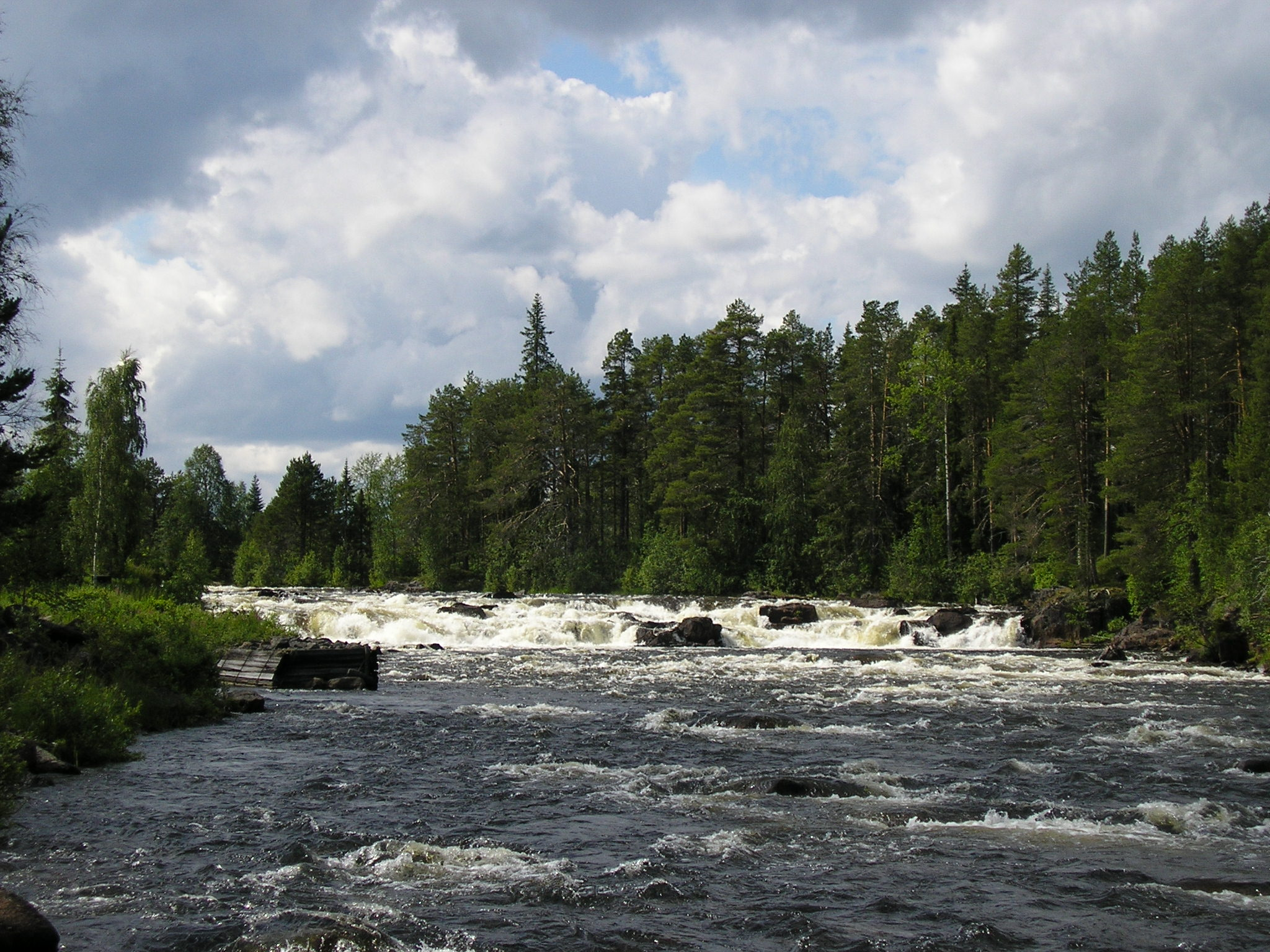
Kengisforsen i Torne älv, vid Kengis bruk i Pajala kommun, den nordligaste glesbygdskommunen i Sverige

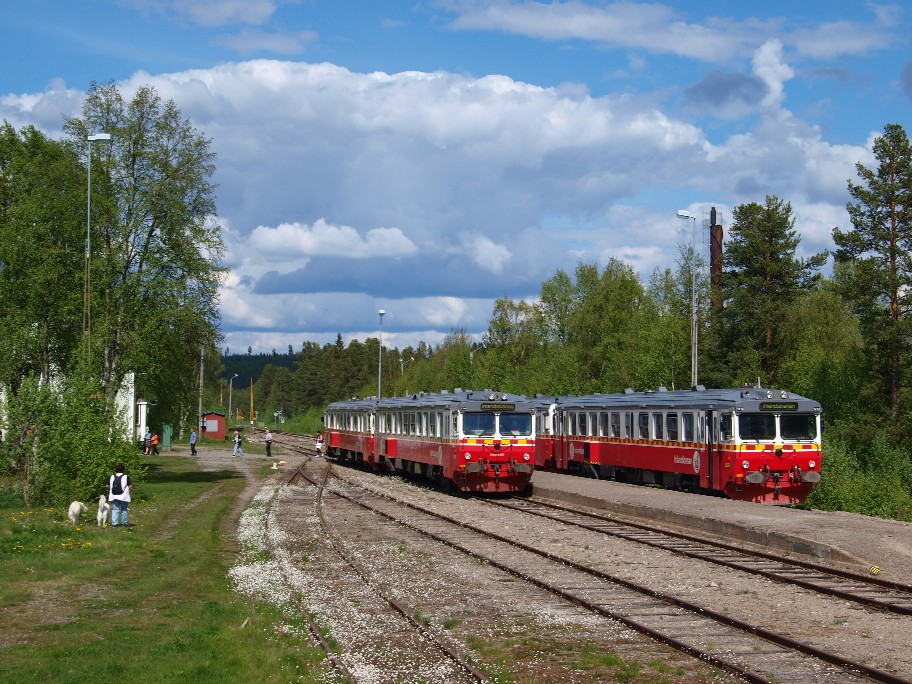
Tågmöte på Inlandsbanan i Sorsele kommun, den mest glesbefolkade av glesbygdskommunerna i Sverige (0,35 invånare per kvadratkilometer)

En glesbygdskommun är ett analysbegrepp som används av Sveriges Kommuner och Landsting. En glesbygdskommun är, enligt den definition som tillämpats sedan 2010,  en kommun, där mindre än 70 procent av befolkningen bor i tätort samt har en befolkningstäthet som är mindre än åtta invånare per kvadratkilometer.
Det finns i Sverige (februari 2014) 20 glesbygdskommuner, varav en i Götaland, tre i Svealand och 16 i Norrland. Glesbygdskommuner har karaktäriserats av att utflyttningen har varit större än inflyttningen, men år 2013 bröts en lång rad av nettoutflyttningsår för gruppen i sin helhet. På grund av att storleken på glesbygdskommunernas födelseunderskott var dock befolkningsstorleken trots detta vikande mellan 2012 och 2013. 
Under åren 2004-2009 användes en annan definition av Sveriges Kommuner och Landsting. En glesbygdskommun var då en kommun med mindre än fem invånare per kvadratkilometer och med mindre än 20.000 invånare. Enligt denna definition fanns då 29 glesbygdskommuner.

## Kommuner, som är klassificerade som glesbygdskommuner från 2010
- Bräcke 62°45′0″N 15°25′0″Ö / 62.75000°N 15.41667°Ö
- Dals-Ed (ej definierad som glesbygdskommun enligt definition som tillämpades 2004-2009) 58°55′0″N 11°55′0″Ö / 58.91667°N 11.91667°Ö
- Ljusdal (ej definierad som glesbygdskommun enligt definition som tillämpades 2004-2009) 61°50′0″N 16°5′0″Ö / 61.83333°N 16.08333°Ö
- Nordanstig (ej definierad som glesbygdskommun enligt definition som tillämpades 2004-2009) 61°59′0″N 17°4′0″Ö / 61.98333°N 17.06667°Ö
- Nordmaling (ej definierad som glesbygdskommun enligt definition som tillämpades 2004-2009) 63°34′0″N 19°30′0″Ö / 63.56667°N 19.50000°Ö
- Pajala 67°11′0″N 23°22′0″Ö / 67.18333°N 23.36667°Ö
- Ragunda 63°34′0″N 19°30′0″Ö / 63.56667°N 19.50000°Ö
- Robertsfors (ej definierad som glesbygdskommun enligt definition som tillämpades 2004-2009) 64°12′0″N 20°51′0″Ö / 64.20000°N 20.85000°Ö
- Sollefteå (ej definierad som glesbygdskommun enligt definition som tillämpades 2004-2009) 63°10′0″N 17°16′0″Ö / 63.16667°N 17.26667°Ö
- Sorsele 65°32′0″N 17°32′0″Ö / 65.53333°N 17.53333°Ö
- Strömsund 63°51′0″N 15°35′0″Ö / 63.85000°N 15.58333°Ö
- Torsby 60°8′0″N 13°0′0″Ö / 60.13333°N 13.00000°Ö
- Vansbro 60°30′40″N 14°13′25″Ö / 60.51111°N 14.22361°Ö
- Vilhelmina 64°37′0″N 16°39′0″Ö / 64.61667°N 16.65000°Ö
- Vindeln 64°12′0″N 19°43′0″Ö / 64.20000°N 19.71667°Ö
- Ånge 62°31′0″N 15°37′0″Ö / 62.51667°N 15.61667°Ö
- Årjäng (ej definierad som glesbygdskommun enligt definition som tillämpades 2004-2009) 59°23′0″N 12°8′0″Ö / 59.38333°N 12.13333°Ö
- Åsele 64°9′0″N 17°21′0″Ö / 64.15000°N 17.35000°Ö
- Överkalix 66°21′0″N 22°53′0″Ö / 66.35000°N 22.88333°Ö
- Övertorneå 66°23′0″N 23°40′0″Ö / 66.38333°N 23.66667°Ö

## Kommuner som klassificerades som glesbygdskommuner 2004-2009
- Arjeplogs kommun
- Arvidsjaurs kommun
- Bergs kommun
- Bjurholms kommun
- Bräcke kommun (också definierad som glesbygdskommun 2010-)
- Dorotea kommun
- Härjedalens kommun
- Jokkmokks kommun
- Krokoms kommun
- Lycksele kommun
- Malungs kommun
- Malå kommun
- Norsjö kommun
- Orsa kommun
- Pajala kommun (också definierad som glesbygdskommun 2010-)
- Ragunda kommun (också definierad som glesbygdskommun 2010-)
- Sorsele kommun] (också definierad som glesbygdskommun 2010-
- Storumans kommun
- Strömsunds kommun (också definierad som glesbygdskommun 2010-)
- Torsby kommun (också definierad som glesbygdskommun 2010-)
- Vansbro kommun (också definierad som glesbygdskommun 2010-)
- Vilhelmina kommun (också definierad som glesbygdskommun 2010-)
- Vindels kommun (också definierad som glesbygdskommun 2010-)
- Ånge kommun (också definierad som glesbygdskommun 2010-)
- Åre kommun
- Åsele kommun (också definierad som glesbygdskommun 2010-)
- Älvdalens kommun
- Överkalix kommun (också definierad som glesbygdskommun 2010-)
- Övertorneå kommun (också definierad som glesbygdskommun 2010-)